# 瓜叶菊
瓜叶菊（学名：Pericallis hybrida，別稱富貴菊、黃瓜花）是菊科瓜叶菊属的植物，为中国的特有植物。分布于中国的陕西等地，目前已由人工引种栽培。

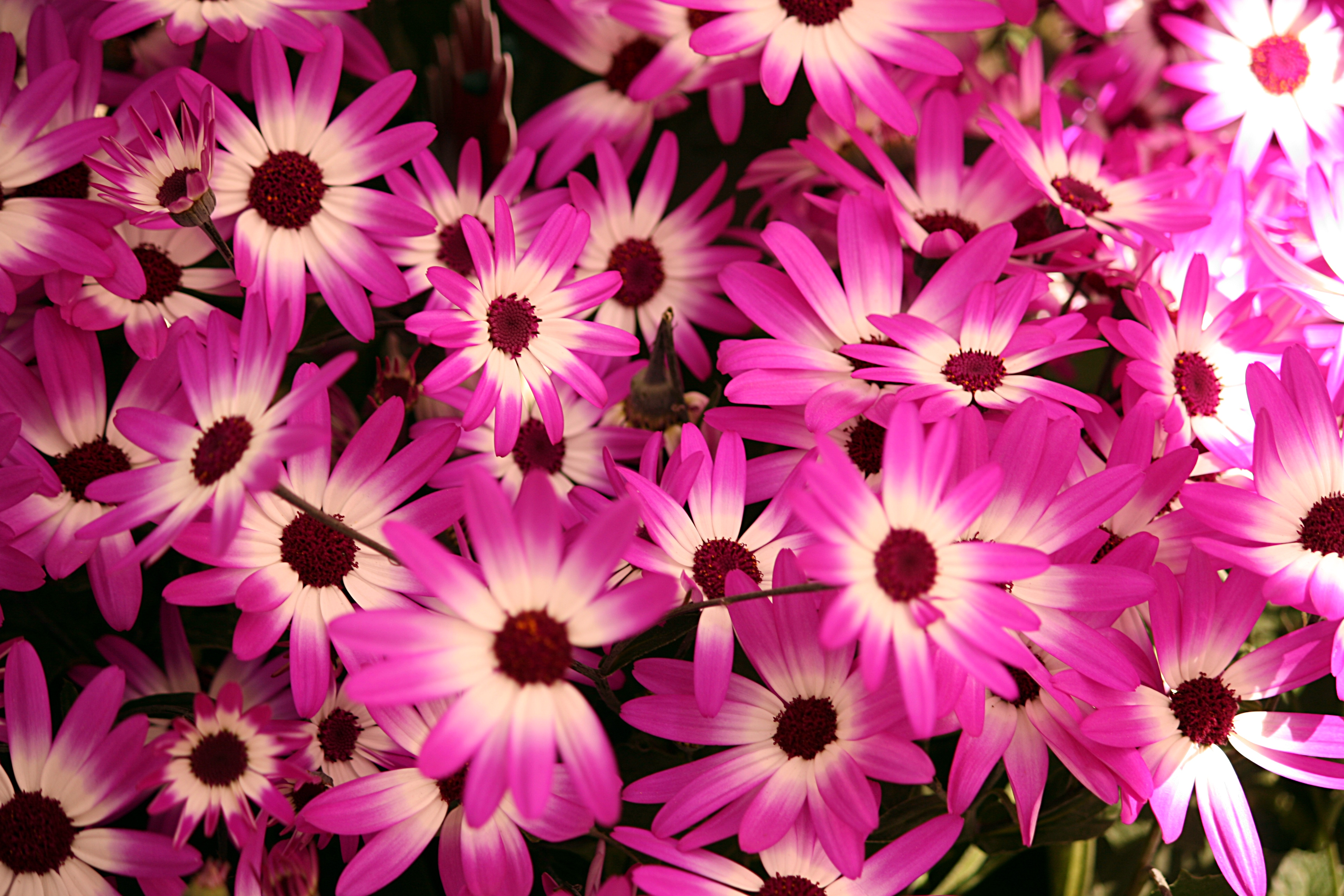

瓜叶菊是一年生草本植物，株高約10至20公分，葉片大塊，似瓜類植物，所以學名命名為瓜葉菊。而華人愛稱之為「富貴菊」，是新年觀賞花卉應景盆栽，寓意「大富大貴」、「發大財」。富貴菊花期在1至5月，有菊科植物的頭狀花絮，開花時茂密燦爛、賞心悅目、熱鬧。

## 异名
- Cineraria cruenta auct. non Masson ex L'Herit.